# Hedwig von der Osten
Hedwig von der Osten, verheiratete von Borchstorf oder von Burgsdorff (* 1613 in Woldenburg bei Regenwalde; † 1676) war eine deutsche Dichterin evangelischer geistlicher Lieder. 

## Leben
Die Tochter der uradligen Familie von der Osten erlebte in Pommern während des Dreißigjährigen Krieges eine unruhige Jugend. 1629 starben Vater und Bruder an der Pest. Sie heiratete 1633 Georg Ehrenreich von Borchstorf (Schreibweise auch: von Burgsdorff), einen preußischen Oberstleutnant. Sie verfasste geistliche Lieder und Betrachtungen, die – nach dem Urteil von Gottfried von Bülow in der Allgemeinen Deutschen Biographie – „über ein Jahrhundert lang in vielen Kreisen erbauend gewirkt haben“. 

## Werke
- Geistlicher Trost-Brunn in 33 lieblichen Trost-Quellen und 17 andächtigen Betrachtungen bestehend. Stettin 1667.
  - Neuausgabe unter dem Titel Geist-erquickende Trost-Quelle aus dem lebendigmachenden Worte Gottes, in geistreichen Betrachtungen und Andachten -- von einer hochadelichen Person und Liebhaberin Jesu Christi in ihrem Wittwenstande verfertiget. Leipzig 1754.
- Zwölf geistliche Aufmunterungen. Stettin 1668.